# 江頭郁生
江頭 郁夫（えがしら いくお、1931年2月11日 - 2014年4月26日）は、日本の経営者。日動火災海上保険(現在の東京海上日動火災保険)社長を務めた。

## 来歴・人物
熊本県出身。1951年に長崎経済専門学校を卒業し、同年に日動火災海上保険に入社。1972年6月に取締役に就任し、1973年6月に常務、1977年6月に専務、1982年2月に副社長を経て、1988年6月には社長に就任。1995年6月から2001年6月までに会長に就任。
2014年4月26日に心不全のために死去。83歳没。